# Abraham Matitiahu Friedman
Abraham Matitiahu Friedman (n. 10/22 decembrie 1847, Sadagura, Bucovina – d. 1933, Iași, România) a fost un rabin hasidic din România, țadicul de la Ștefănești. Era fiul rabinului Menahem Nahum Friedman (1823-1868).
Abraham Matitiahu Friedman a început să păstorească evreii din Ștefănești când avea numai 21 de ani și a condus obștea timp de 64 de ani, adunând mii de adepți. Se povestea despre el că era făcător de minuni și mulți oameni, nu numai evrei, veneau să se sfătuiască cu el în problemele lor.